# Massakern i Elaine
Massakern i Elaine ägde rum den 1 oktober 1919 i staden Elaine i Arkansas i USA. En mobb bestående av vita invånare och soldater dödade upp emot 200 afroamerikaner, samtidigt som 5 vita personer dog under massakern. Orsaken var att dessa försökte organisera sig fackligt. Massakern är en av de rasrelaterade konflikter i USA som orsakat flest dödsfall.